# Monika Olejnik
Monika Olejnik, właśc. Monika Ewa Wasowska (ur. 11 lipca 1956 w Warszawie) – polska dziennikarka radiowa, telewizyjna i prasowa.

## Życiorys
Ukończyła XLVI Liceum Ogólnokształcące im. Stefana Czarnieckiego w Warszawie. Studiowała zootechnikę w SGGW. Ukończyła również dziennikarskie studia podyplomowe na Uniwersytecie Warszawskim. W 1981 odbyła staż w redakcji rolnej programu I PR.
Swoją karierę dziennikarską zaczęła w programie I Polskiego Radia, gdzie odbywała staż. W latach 1982–2000 pracowała w programie III PR, gdzie popularność przyniosły jej wywiady z politykami i postaciami życia publicznego w audycji Salon polityczny Trójki. W drugiej połowie lat 80. była związana razem z mężem Grzegorzem Wasowskim z trójkową audycją Nie tylko dla orłów. 9 maja 1987 była jednym z pierwszych przedstawicieli mediów na miejscu katastrofy lotniczej „Kościuszki”. Od stycznia 2001 do czerwca 2016 pracowała w Radiu Zet, gdzie prowadziła rozmowy z politykami w audycji Gość Radia Zet i w programie Siódmy dzień tygodnia.
W latach 1997–2003 prowadziła rozmowy w programie TVN Kropka nad i. Od września 2004 do lipca 2006 była gospodynią programu publicystycznego Prosto w oczy w TVP1. Od 11 września 2006 ponownie prowadzi program Kropka nad i, tym razem na antenie TVN24. Wiosną 2021 przeprowadzała wywiady z przedstawicielami kultury w programie Monika Olejnik. Otwarcie w serwisie TVN 24 Go.
W „Gazecie Wyborczej” publikowała w wydaniach piątkowych felietony na aktualne tematy polityczne, a poprzednio razem z Agnieszką Kublik przygotowywała wywiady z cyklu Dwie na jednego. 27 grudnia 2024 zakończyła współpracę z gazetą. W 2007 ukazała się książka pod tym samym tytułem, zawierająca 25 wywiadów przeprowadzonych przez Olejnik i Kublik.

## Życie prywatne
Jej ojciec, Tadeusz Olejnik (1932–2015), od 1955 był funkcjonariuszem Milicji Obywatelskiej, później był pracownikiem Służby Bezpieczeństwa MSW, w którym dosłużył się stopnia majora.
Jej pierwszym mężem był inżynier elektryk Mateusz Praczuk (zm. 2014), którego poślubiła jako studentka w wieku 20 lat. Małżeństwo zakończyło się rozwodem z winy Praczuka. Była też żoną dziennikarza i satyryka Grzegorza Wasowskiego, z którym ma syna Jerzego (ur. 1985). Od 1996 jej życiowym partnerem jest dziennikarz sportowy Tomasz Ziółkowski (ur. 1971). 
Ma starszego brata Jacka (ur. 1954). Jest on kapitanem żeglugi wielkiej.
W maju 2024 ujawniła, że zachorowała na chorobę nowotworową (nowotwór piersi), w związku z czym przeszła zabieg operacyjny.

## Odznaczenie
- Krzyż Kawalerski Orderu Odrodzenia Polski – 2000[23][24].

## Nagrody i nominacje (wybrane)
- 1992: Nagroda im. Bolesława Prusa
- 1995: Laureatka Wiktora
- 1998: Nagroda Grand Press[25]
- 1999: Kobieta Roku miesięcznika „Twój Styl”
- 2000: Nagroda Fundacji imienia Ksawerego i Mieczysława Pruszyńskich
- 2000: Nominacja do Telekamery w kategorii „Publicystyka” za program TVN „Kropka nad i”
- 2000: Laureatka Wiktora
- 2001: Nominacja do Telekamery w kategorii „Publicystyka” za program TVN „Kropka nad i”
- 2001: Laureatka SuperWiktora
- 2002: Nominacja do Telekamery w kategorii „Publicystyka” za program TVN „Kropka nad i”
- 2003: Nominacja do Telekamery w kategorii „Publicystyka” za program TVN „Kropka nad i”
- 2005: Nagroda Telekamery w kategorii „Publicystyka” za program TVP1 „Prosto w oczy”
- 2006: Nominacja do Telekamery w kategorii „Publicystyka” za program TVP1 „Prosto w oczy”
- 2007: 2. miejsce w rankingu „Najbardziej wpływowych kobiet pracujących w mediach” miesięcznika „Forbes”[26]
- 2007: Nominacja do Nagrody Mediów Niptel[27]
- 2008: 4. miejsce w rankingu „Najbardziej wpływowych kobiet pracujących w mediach” miesięcznika „Forbes”[28]
- 2008: Nominacja do Wiktora w kategorii „Najwyżej ceniony komentator lub publicysta”
- 2009: 2. miejsce w rankingu „Najbardziej wpływowych kobiet pracujących w mediach” miesięcznika „Forbes”[29]
- 2009: Nominacja do Wiktora w kategorii „Najwyżej ceniony komentator lub publicysta”[30]
- 2009: Laureatka plebiscytu miesięcznika „Machina” na Syrenkę Warszawską 2008[31]
- 2009: Laureatka Nagrody Złotej Wagi przyznawanej dziennikarzom przez Naczelną Radę Adwokacką[32]
- 2011: Nagroda MediaTory za całokształt pracy dziennikarskiej[33]
- 2012: Nominacja do Nagrody Kisiela w kategorii „Publicystyka”[34]
- 2012: Nominacja do Róż Gali w kategorii „Media”[35]

## Filmografia

### Fabularne
- Czuję się świetnie (1983) – dziennikarka na konferencji prasowej[36]
- Pora na czarownice (1993) – jako reporterka telewizyjna[37]
- Oficerowie – serial telewizyjny (2006), odc. 9. (Dzieci i Wdowy) i 10. (Nieznani sprawcy) – jako dziennikarka[38]

### Dokumentalne
- cykl Czarny serial, odc. Kościuszko cz. II, scenariusz i reżyseria: Tomasz Orlicz, TVP 2001, 21 min[4][39]

### Teatr telewizji
- Kopciuszek (2005) – jako Kopciuszek[40]

### Dubbing
- Rybki z ferajny (2004) – jako reporterka Katie Current
- Jeż Jerzy (2010/11) – jako ona sama[41]